# Roquetas de Mar
Roquetas de Mar, auch Roquetas, ist eine Stadt in Spanien an der südöstlichen Spitze der Iberischen Halbinsel an der Costa de Almería in der andalusischen Provinz Almería, ca. 30 km westlich der gleichnamigen Provinzhauptstadt Almería. Aus historischer Sicht unterteilt sich das Stadtgebiet in das eigentliche Roquetas de Mar, einer bereits in der Antike existierenden Ansiedlung, und in die südwestlich davon befindliche, erst in den letzten Jahrzehnten entstandene Urbanización Roquetas de Mar, wo sich bevorzugt die touristische Infrastruktur und Freizeitangebote befinden.

## Wirtschaft

Gewächshäuser bei Roquetas de Mar

Roquetas gilt vorwiegend bei Spaniern, Deutschen und Engländern als beliebtes Ferienziel. Hier und im benachbarten Küstenabschnitt von Almerimar befinden sich lange Strände. Der Ort wird bevorzugt von Deutschen und Engländern auch als Winterdomizil genutzt.
Der Tourismus ist der zweite große Wirtschaftszweig der Gemeinde, neben dem Obst- und Gemüseanbau. Die Umgebung von Roquetas de Mar ist geprägt von Gewächshäusern, in denen das ganze Jahr über gearbeitet wird. Diesen beiden Branchen verdankt die Stadt den Großteil ihres äußerst soliden Finanzhaushaltes. Sie bewirkten zudem einen enormen Bevölkerungszuwachs. Während um 1900 der Ort nur etwas mehr als 2000 Einwohner besaß, stieg die Zahl bis 1970 auf knapp 13.000 Bewohner. In den folgenden Jahrzehnten folgte ein noch stärkerer Zuzug. Im Jahr 2001 lebten rund 50.000 und 2024 109.204 Menschen in der Stadt.

## Kultur
Sehenswert ist das Naturschutzgebiet Punta Entinas-Sabinar westlich der Urbanización Roquetas, in dem in den Sommermonaten Hunderte von Flamingos nisten. Durch die neue Urbanización Playa Serena Sur wurde das Naturschutzgebiet jedoch etwas verkleinert.
Weitere Sehenswürdigkeiten von Roquetas de Mar sind das Castillo de Santa Ana, der Leuchtturm (Faro de Roquetas), der Sporthafen, das Theater, das Einkaufszentrum sowie die Stierkampfarena. Weiters lohnt sich, die nahe gelegene Wüstenstadt Tabernas zu besuchen, wo einst Westernfilme von Sergio Leone gedreht wurden, sowie die benachbarten Bergdörfer Enix und Felix und die Altstadt der nahen Provinzhauptstadt Almería.
Für das Nachtleben bieten sich in Roquetas de Mar zahlreiche kleine Pubs und Diskotheken an, gleich wie im benachbarten Ort Aguadulce, wo die Jugend von Roquetas und Almería ihre Partys und Feste feiert.
Wie überall in der Provinz Almería ist auch in Roquetas das Symbol des Indalo präsent, eine prähistorische Figur, die heute in der Region als Talisman gehandelt wird.

## Klima

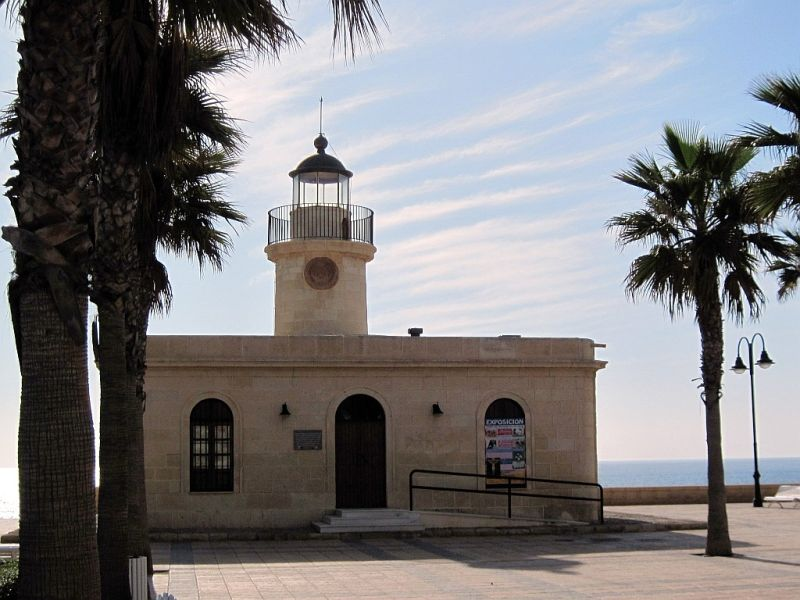
Roquetas de Mar, Leuchtturm

Das Wetter wird ganzjährig von den Azoren bestimmt. Damit gilt als Faustregel für diese Region, die in einem Talkessel liegt und in den Richtungen West und Nord durch Berge der Sierra de Gádor mit einer Höhe von bis zu 2300 Metern eingeschlossen ist und somit lediglich im Südosten direkt an das Mittelmeer grenzt, folgende Klimaregel:
- Februar/März: Frühjahr mit gelegentlichen Wolken, teilweise windig, durchschnittlich 18 °C tagsüber, 12 °C in der Nacht, selten Regen.
- April/Mai: Frühsommer mit Frühjahrswinden, selten bewölkt mit wenig Regen, durchschnittlich 25 °C tagsüber, 15 °C in der Nacht.
- Juni bis Oktober: Sommer. Wolken sind die Ausnahme, eher mäßiger Wind, die Temperaturen erreichen im Juli und August bis Mitte September manchmal Spitzenwerte bis zu 40 °C tagsüber und über 30 °C in der Nacht.
- November/Dezember/Januar: Herbst und Winter: Gelegentliche Bewölkung, besonders im November sehr heftige Regenfälle möglich, tagsüber Temperaturen um 16 bis 20 °C, nachts um 10 °C.

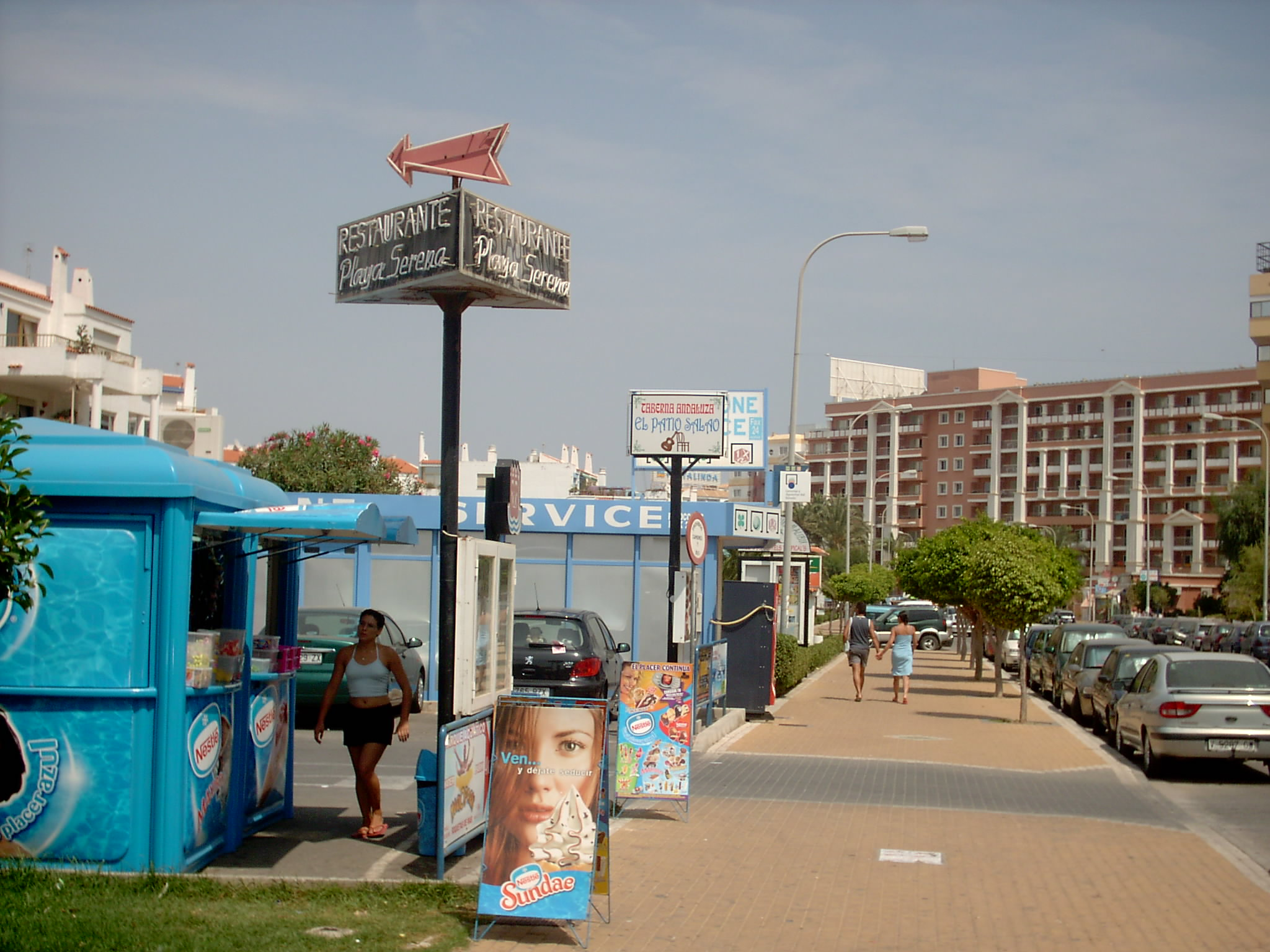
Typische Straßenszene in Roquetas de Mar

Bei Wetterinformationen zu Roquetas ist zu beachten, dass das Klima im nur 20 km entfernten Almería immer etwas anders ist, als in Roquetas de Mar. Die Luft ist hier, durch den Einfluss des Mittelmeers, besonders gut und mit einem Luftkurort vergleichbar.

## Meer

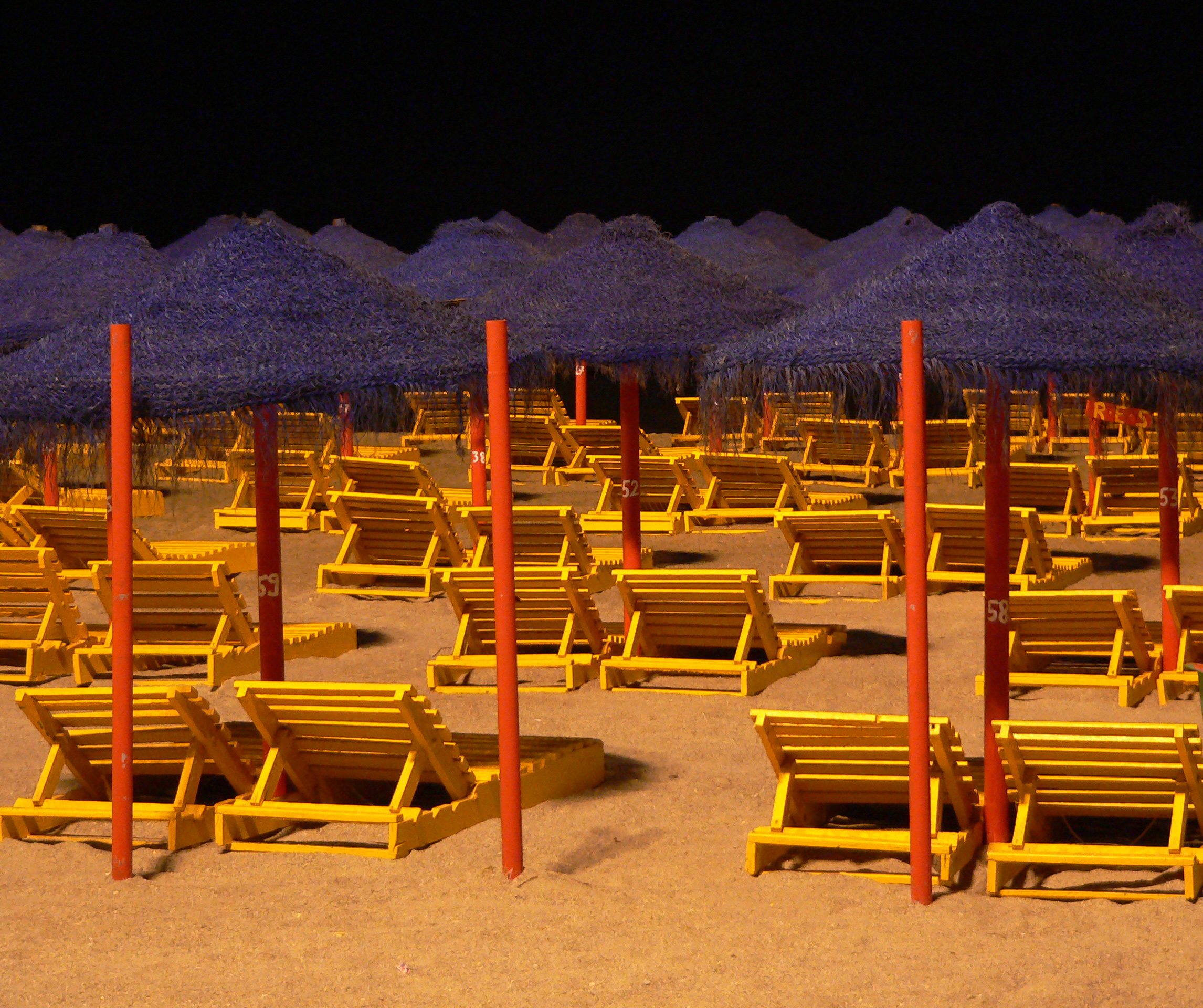
Nächtlicher Strand

Das Wasser und seine Temperatur werden vorwiegend vom Atlantik beeinflusst, da der Wasseraustausch durch die Straße von Gibraltar spürbar ist. Im Winter kommt es häufig vor, dass das Wasser wärmer als die Luft ist.
Es ist durchaus möglich, aber sehr selten, vom Strand aus Delphine oder auch Wale zu sehen. Haie sind eher selten. An vielen Strandteilen fällt das Ufer nicht seicht, sondern steil ins Meer ab; so ist an manchen Stellen das Wasser nur ca. fünf Meter vom Strand entfernt bereits zwei Meter tief.
Zwischen Roquetas de Mar und Aguadulce befindet sich das 2001 zum Naturdenkmal erklärte „Arrecife Barrera de Posidonia“, ein vor der Küste gelegener Gürtel von Neptungras mit einer Fläche von etwa 108 Hektar. Durch die vom Neptungras gebildeten Rhizome entsteht eine innere Lagune, ähnlich wie bei den tropischen Korallenriffen. Diese Lagune und die Seegraswiesen selbst sind Brut- und Aufwuchsgebiet für zahlreiche Fischarten. In der Nähe befinden sich Reste eines römischen Fischereihafens der zwischen einem und zwei Meter unter Wasser liegt.

## Söhne und Töchter der Stadt
- Carmen Martín (* 1988), Handballspielerin
- Eddy Pascual (* 1992), aserbaidschanisch-spanisch-angolanischer Fußballspieler
- María Gomes Da Costa (* 1999), Handballspielerin
- Álex Baena (* 2001), Fußballspieler

## Sonstiges
Im Dezember 2015 wurde bekannt, dass der El Gordo genannte Hauptgewinn der staatlichen Weihnachtslotterie in Höhe von 640 Mio. Euro komplett an Einwohner des Ortes gegangen ist. Die 160 Billetes genannten Lose mit der Gewinnnummer wurden ausschließlich in der dortigen Verkaufsstelle angeboten.